# اوک‌لند (ایلینوی)
اوک‌لند، ایلینوی (به انگلیسی: Oakland, Illinois) یک شهر در ایالات متحده آمریکا با جمعیت ۸۸۰ نفر است که در ایلی‌نوی واقع شده‌است.

## موقعیت جغرافیایی
موقعیت جغرافیایی شهرها و مناطق اطراف به شرح زیر است: